# Vincenzo Gemito

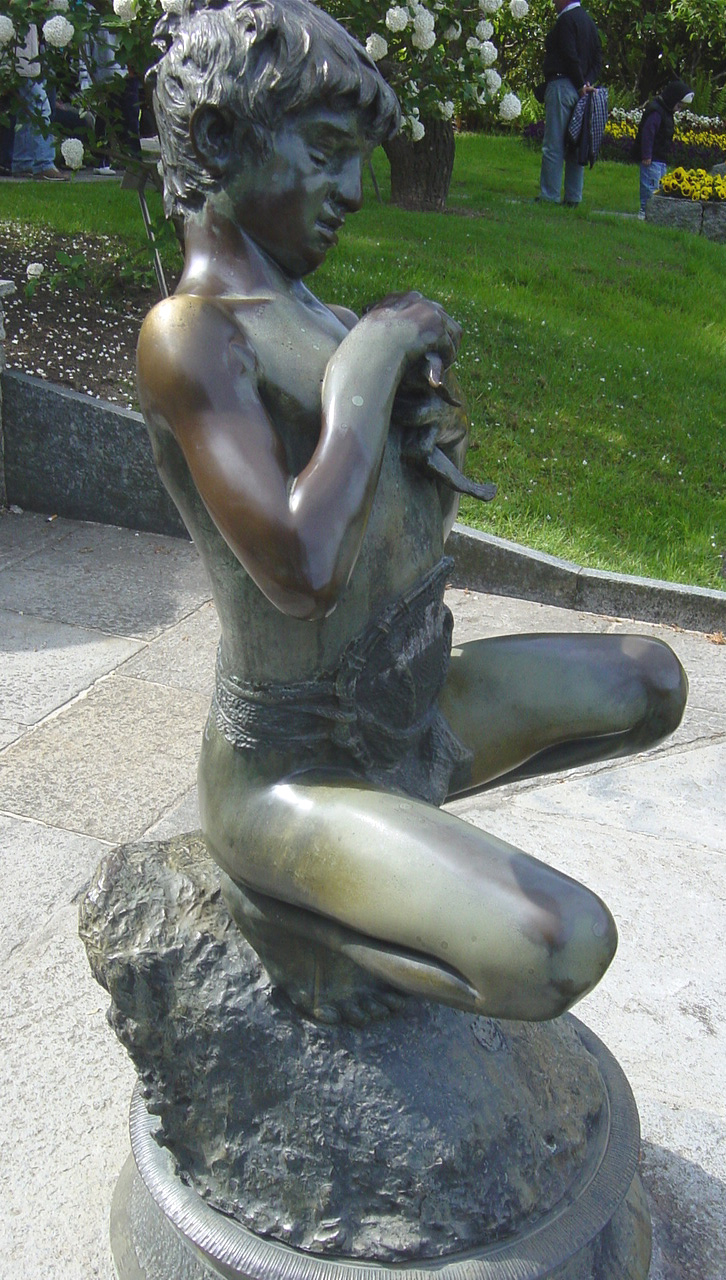
Il pescatorello, copia en Villa Taranto, Verbania.

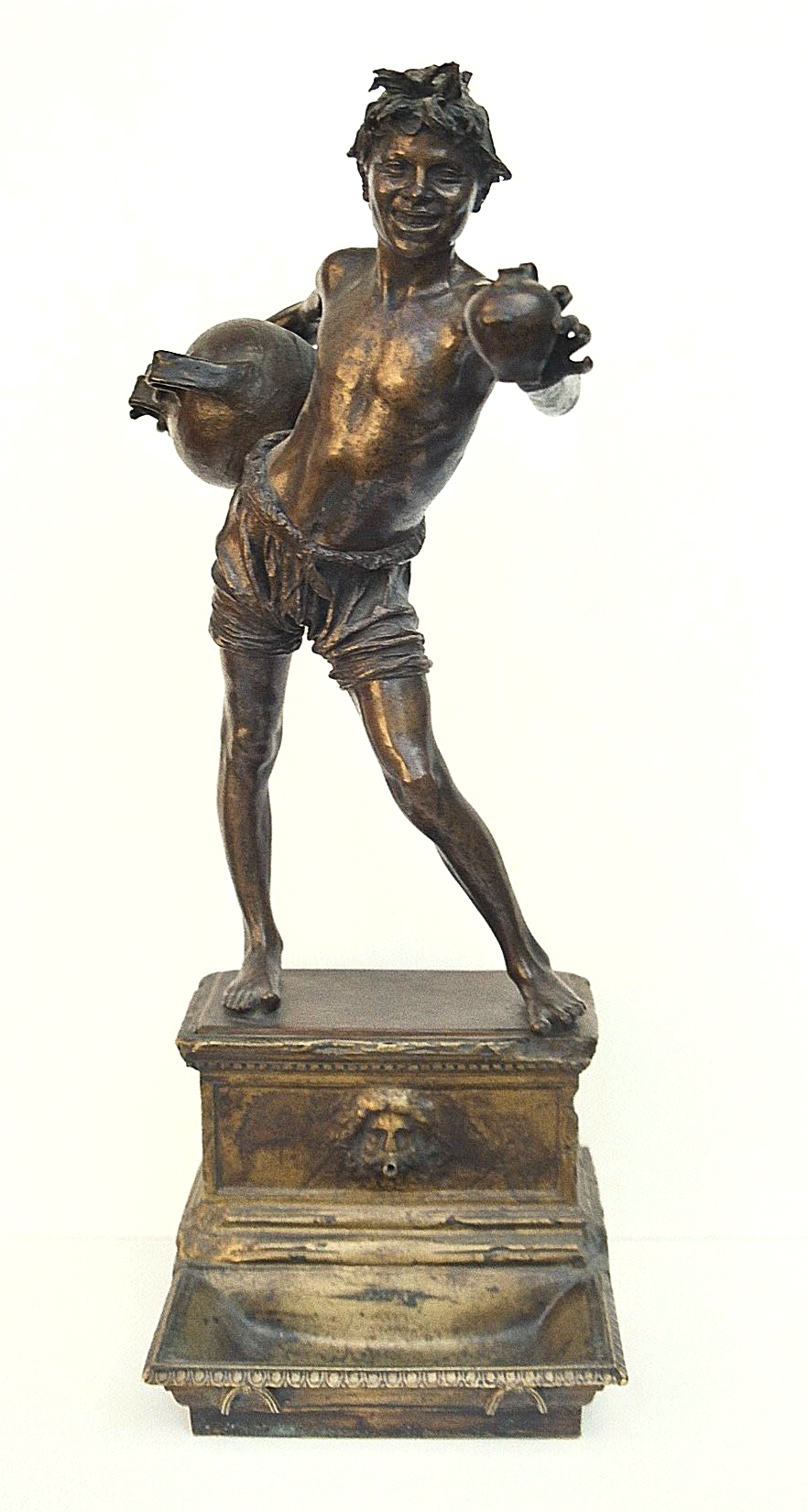
Acquaiolo, Museo Michelangiolesco en Caprese Michelangelo.

Vincenzo Gemito (Nápoles, 16 de julio de 1852 - 1 de marzo de 1929) fue un escultor, diseñador y orfebre italiano. Fue considerado por sus contemporáneos al mismo tiempo como un genio y un loco, pero cuyas obras son tenidas en gran estima por galerías y coleccionistas internacionales.
A pesar de haber trabajado en varios estudios de artistas famosos en Nápoles, Roma y París, se considera en gran medida autodidacta, y este hecho se atribuye a su capacidad de producir tanto obras originales, y ser capaz de sustituir el sentimentalismo de su tiempo con un contundente realismo.

## Biografía
Vincenzo Gemito nació en una familia pobre, hijo de un leñador. El día después de su nacimiento, su madre lo entregó a un orfanato (orfanato de la Anunciación), donde vivió durante varios años con otros niños huérfanos y donde fue nombrado «Genito», transformado por «Gemito» en los registros de estructura.
En junio de 1862 fue adoptado por una familia que había perdido recientemente a un niño. El padre era un artesano y el joven Vicenzo pronto empezó a disfrutar del arte de la pintura y la escultura.
Vicenzo Gemito comenzó sus actividades en el taller de Emmanuele Caggiano, escultor de gusto académico, aprendiendo hacer retratos simples, y más tarde fue alumno de Stanislaus Lista. Antiacadémico por instinto, dejó pronto al profesor para trabajar con Antonio Mancini  y buscó a tientas el camino del realismo. Con su primera gran obra, El jugador (1888, actualmente en el Museo de Capodimonte en Nápoles), participó en la Exposición de la Promoción, en el mismo año que realizó una serie de figurillas de mendigos de terracota, tratando de conseguir la metamorfosis de la realidad.
En los retratos durante 1872-73 fue capaz de captar, aunque con menos vivacidad, la naturaleza del carácter de los personajes: de Morelli a Verdi, de Mariano Fortuny a Michetti. Este último retrato fue expuesto en el Salón de París de 1878, mientras que en el salón del siguiente año Il Pescatorello, tuvo un éxito extraordinario, tanto es así que Gemito trabajó para la Exposición Universal. Allí retrató a los personajes importantes de la época, entre ellos el pintor Jean-Louis-Ernest Meissonier.
De regreso a Nápoles en 1880, realizó en 1885 una copia del Narciso del Museo Nacional, prueba de su continuo acercamiento a los clásicos, vivido como ejemplo de realismo vital.
En 1887 se le encargó una estatua de mármol de Carlos V, construida para el frente al Palacio Real de Nápoles. El mármol era el material menos querido por Gemito, y el resultado del trabajo fue, en su opinión y también de la crítica, por debajo de su capacidad. Gemito sufrió una crisis nerviosa y se recluyó en un apartamento de un dormitorio, y pasó también períodos de hospitalización en un psiquiátrico. Durante los siguientes 21 años, produjo solo dibujos mientras permaneció ingresado, hasta que en 1909 comenzó a esculpir de nuevo. Esta fase de su arte fue, de hecho, entre la más apreciada por los críticos modernos y contemporáneos.
En los últimos años, Gemito se dedicó a la orfebrería en oro y plata, y sus obras eran de un trabajo delicado, son muy admiradas en la actualidad.
En 1952, Italia emitió un sello postal para conmemorar el centenario de su nacimiento.

## Museos
- Museo de Capodimonte, Nápoles
- Museo Michelangiolesco, Caprese Michelangelo (Arezzo)